# Ad-Dahhak at-Tahtani
Ad-Dahhak at-Tahtani (arab. الضحاك التحتاني) – wieś w Syrii, w muhafazie Aleppo, w dystrykcie Afrin. W 2004 roku liczyła 177 mieszkańców.